# Stor-Acksjötjärnen
Stor-Acksjötjärnen är en sjö i Ljusdals kommun i Hälsingland och ingår i Ljusnans huvudavrinningsområde. Sjön har en area på 0,0718 kvadratkilometer och ligger 247,5 meter över havet.

## Delavrinningsområde
Stor-Acksjötjärnen ingår i det delavrinningsområde (682964-147313) som SMHI kallar för Utloppet av Mansjön. Medelhöjden är 254 meter över havet och ytan är 5,12 kvadratkilometer. Räknas de 54 avrinningsområdena uppströms in blir den ackumulerade arean 382,05 kvadratkilometer. Loån (Hyttån) som avvattnar avrinningsområdet har biflödesordning 3, vilket innebär att vattnet flödar genom totalt 3 vattendrag innan det når havet efter 158 kilometer. Avrinningsområdet består mestadels av skog (76 procent). Avrinningsområdet har 0,86 kvadratkilometer vattenytor vilket ger det en sjöprocent på 16,9 procent.